# NGC 3638
NGC 3638 ist eine Spiralgalaxie vom Hubble-Typ SAb im Sternbild Becher am Südsternhimmel, die schätzungsweise 327 Millionen Lichtjahre von der Milchstraße entfernt ist. 
Das Himmelsobjekt wurde im Jahr 1886 vom amerikanischen Astronom Ormond Stone entdeckt.